# Riccardo Tesi (linguista)
Riccardo Tesi (Pistoia, 1962) è un linguista italiano.

## Biografia
Formatosi all'Università di Firenze sotto la guida di Ghino Ghinassi, insegna Storia della lingua italiana all'Università di Bologna. Si è occupato di formazione del lessico intellettuale europeo e di storia del linguaggio politico italiano dalla Resistenza agli anni di piombo. I suoi contributi di sintassi e stilistica storica sono raccolti nei volumi Un'immensa molteplicità di lingue e stili. Studi sulla fine dell'italiano letterario della tradizione (2009) e “Nè più mai toccherò le sacre sponde”. Saggi sulla lingua poetica dell’Ottocento (2021). In ambito dantesco, ha pubblicato nel 2016 il libro La lingua della grazia. Indagini sul De vulgari eloquentia. Tra le sue pubblicazioni figura anche un manuale di storia della lingua che applica nuovi criteri di periodizzazione della materia basati su parametri linguistici e culturali. 

## Opere

### Monografie
- «Nè più mai toccherò le sacre sponde». Saggi sulla lingua poetica dell’Ottocento, Firenze, Cesati («Quaderni della Rassegna», 188), 2021, pp. 119. ISBN 978-887667-897-4.
- La lingua della grazia. Indagini sul «De vulgari eloquentia», Padova, Esedra (“Il drappo verde”, 8), 2016, pp. 287. ISBN 978-88-6058-065-8.
- Un’immensa molteplicità di lingue e stili. Studi sulla fine dell’italiano letterario della tradizione, Firenze, Cesati (“Strumenti di linguistica italiana”, 3), 2009, pp. 278. ISBN 978-88-7667-373-3.
- Storia dell’italiano, La lingua moderna e contemporanea, Bologna, Zanichelli, 2005, pp. 273. ISBN 88-08-19355-1.
- Storia dell’italiano. La formazione della lingua comune dalle origini al Rinascimento, Roma-Bari, Laterza (“Manuali Laterza”, 152), 2001, pp. 325. ISBN 88-420-6406-8; nuova ediz. Storia dell’italiano. La formazione della lingua comune dalle fasi iniziali al Rinascimento, Bologna, Zanichelli, 20072, pp. 285. ISBN 978-88-08-10087-0.
- Aristotele in italiano. I grecismi nelle traduzioni rinascimentali della «Poetica», Firenze, Accademia della Crusca (“Quaderni degli Studi di lessicografia italiana”, 9), 1997, pp. 201. ISBN 88-87850-33-X.
- Dal greco all’italiano. Studi sugli europeismi lessicali d’origine greca dal Rinascimento ad oggi, Firenze, Le Lettere (“Quaderni Aldo Palazzeschi”, 7), 1994, pp. 355. ISBN 88-7166-198-2.

### Cura di volumi
- Lingue stili traduzioni. Studi di linguistica e stilistica italiana offerti a Maria Luisa Altieri Biagi, a cura di F. Frasnedi e R. Tesi, Firenze, Cesati (“Quaderni della Rassegna”, 38), 2004, pp. 473. ISBN 88-7667-186-2.
- Studi di storia della lingua italiana offerti a Ghino Ghinassi, a cura di P. Bongrani, A. Dardi, M. Fanfani, R. Tesi, Firenze, Le Lettere, 2001, pp. 578. ISBN 88-7166-598-8.
- Lingua d’autore. Letture linguistiche di prosatori contemporanei, a cura di F. Gatta e R. Tesi, Roma, Carocci (“Lingue e letterature”, 1), 2000, pp. 217. ISBN 88-430-1719-5.

### Articoli su rivista, contributi in volume, voci di enciclopedia firmate
- «Nè più mai toccherò le sacre sponde», in «Studi e problemi di critica testuale», 99, 2, 2019 [ma 2020], pp. 103-138. ISSN 0049-2361.
- Prove d’interpretazione di una interrogativa dantesca: «O dolce frate, che vuo’ tu ch’io dica?» (Purg., XXIII 97), in «Studi e problemi di critica testuale», 98, 1, 2019, pp. 9-25. ISSN 0049-2361.
- Parole-chiave del vocabolario comportamentale nelle società di Antico regime: conversare e conversazione, in «Storie e linguaggi», 4, 1, 2018, pp. 112-161. ISSN 2464-8647.
- Italiano antico, fiorentino e lingua comune. Osservazioni su L. Renzi, Come cambia la lingua. L’italiano in movimento, in «Studi e problemi di critica testuale», 96, 1, 2018, pp. 263-280. ISSN 0049-2361.
- Lectio difficilior o lectio impossibilis? A proposito di «Io fei gibetto a me de le mie case» (Inf., XIII 151), in «L’Alighieri», 49, 1, 2017, pp. 91-100. ISSN 1724-0433.
- Un fiorentinismo del linguaggio della moda nel canto XV del Paradiso (e un errore d’archetipo della Commedia), in «Studi e problemi di critica testuale», 94, 1, 2017, pp. 9-20. ISSN 0049-2361.
- Joyce e la gorgia toscana, in «Studi e problemi di critica testuale», 95, 2, 2017, pp. 69-79. ISSN 0049-2361.
- Leonardo Bruni, il sermo vulgaris e la teoria di Castelvetro sul ‘doppio latino’, in «Critica del testo», XIX, 2, 2016, pp. 137-157. ISSN 1127-1140.
- Rilievi su una recente Prima lezione di Storia della lingua italiana, in «Studi e problemi di critica testuale», 92, 1, 2016, pp. 209-226. ISSN 0049-2361.
- «Ut Sordellus de Mantua sua ostendit» (DVE, I xv 2), in «L’Alighieri», 46, 2, 2015, pp. 5-28. ISSN 1724-0433.
- Un motivo agostiniano della teoria linguistica dantesca: linguaggio ostensivo e prima locutio, in «Studi e problemi di critica testuale», 90, 1, 2015, pp. 111-127. ISSN 0049-2361.
- Collodi e il vocabolario della modernità: parole nuove, adattamenti, blends, in «Studi linguistici italiani», XLI, 1, 2015, pp. 80-121. ISSN 0394-3569.
- Luoghi cruciali in Dante: «l’antico nostro Batisteo» (Par., XV 134), in «Studi e problemi di critica testuale», 89, 1, 2014, pp. 33-45. ISSN 0049-2361.
- Un termine cruciale in Dante: vulgare semilatium (DVE, I xix 1), in «Studi linguistici italiani», XXXVIII, 2, 2013, pp. 180-225. ISSN 0394-3569.
- Identificazione di una città dantesca, in «Studi e problemi di critica testuale», 87, 2, 2013, pp. 83-122. ISSN 0049-2361.
- Dispositivi eufemistici e attenuazione nel Decameron, in «Lingua e stile», XLVII, 1, 2012, pp. 45-88. ISSN 0024-385X.
- Una nuova edizione commentata del De vulgari eloquentia (con una nota sui poeti bolognesi), in «Studi e problemi di critica testuale», 85, 1, 2012, pp. 37-56. ISSN 0049-2361.
- Due note sintattiche all’Ultimo canto di Saffo, in «Studi e problemi di critica testuale», 82, 1, 2011, pp. 107-113. ISSN 0049-2361.
- arcaismi, in Enciclopedia dell’italiano, a cura di R. Simone, Roma, Istituto dell’Enciclopedia italiana Treccani, 2010. ISBN 88-12-00048-7.
- cortigiana, lingua, in Enciclopedia dell’italiano, a cura di R. Simone, Roma, Istituto dell’Enciclopedia italiana Treccani, 2010. ISBN 88-12-00048-7.
- cultismi, in Enciclopedia dell’italiano, a cura di R. Simone, Roma, Istituto dell’Enciclopedia italiana Treccani, 2010. ISBN 88-12-00048-7.
- grecismi, in Enciclopedia dell’italiano, a cura di R. Simone, Roma, Istituto dell’Enciclopedia italiana Treccani, 2010. ISBN 88-12-00048-7.
- latinismi, in Enciclopedia dell’italiano, a cura di R. Simone, Roma, Istituto dell’Enciclopedia italiana Treccani, 2010. ISBN 88-12-00048-7.
- Leopardi, Giacomo, in Enciclopedia dell’italiano, a cura di R. Simone, Roma, Istituto dell’Enciclopedia italiana Treccani, 2010. ISBN 88-12-00048-7.
- Semantica d’autore nei Canti di Leopardi, in «Studi e problemi di critica testuale», 80, 1, 2010, pp. 107-142. ISSN 0049-2361.
- La formazione dello standard letterario dal Rinascimento al primo Ottocento: due lezioni di Ghino Ghinassi, in «Lingua nostra», LXXI, 1-2, 2010, pp. 54-60. ISSN 0024-3868.
- La vocazione europeistica di Bruno Migliorini (con un Appendice sulla prima nota di lingua contemporanea), in Bruno Migliorini, l’uomo e il linguista, a cura di M. Santipolo e M. Viale, Rovigo, Accademia dei Concordi, 2009, pp. 163-181.ISBN 978-88-902722-5-7.
- Migliorini e gli erinnofili, in «Lingua nostra», LXX, 3-4, 2009, pp. 104-108. ISSN 0024-3868.
- Linguistica del caso Moro, in «Studi linguistici italiani», XXXV, 2, 2009, pp. 225-254. ISSN 0394-3569.
- La lingua invisibile. Appunti in margine a uno studio sugli aspetti linguistico-stilistici della narrativa di Alberto Moravia, in «Studi e problemi di critica testuale», 74, 1, 2007, pp. 213-232. ISSN 0049-2361.
- Ghino Ghinassi storico della lingua italiana, in «Archivio glottologico italiano», XC, 2005, pp. 210-229. ISSN 0004-0207.
- Lingua antica vs lingua moderna: Paolo Beni sulla sintassi del Decameron, in «La lingua italiana», I, 2005, pp. 69-94. ISSN 1724-9074.
- Grammatica e storia della lingua italiana, in Manuale di Italianistica, a cura di V. Roda, Bologna, BUP, 2005, pp. 41-56. ISBN 88-7395-063-9.
- Parametri sintattici per la definizione di ‘italiano antico’, in SintAnt. La sintassi dell’italiano antico, a cura di M. Dardano e G. Frenguelli, Roma, Aracne, 2004, pp. 425-444. ISBN 88-7999-633-9.
- «Da un italiano all’altro». Tradurre i classici della letteratura italiana nella lingua di oggi, in Lingue stili traduzioni. Studi di linguistica e stilistica italiana offerti a Maria Luisa Altieri Biagi, a cura di F. Frasnedi e R. Tesi, Firenze, Cesati, 2004, pp. 421-461. ISBN 88-7667-186-2.
- La differenziazione morfologica nella seconda persona del congiuntivo presente, in Intorno al congiuntivo, a cura di L. Schena, M. Prandi e M. Mazzoleni, Bologna, CLUEB, 2002, pp. 93-104. ISBN 88-491-1464-8.
- «Con uso anche soverchio di congiunzioni e di relativi», in Studi di Storia della lingua italiana offerti a Ghino Ghinassi, a cura di P. Bongrani, A. Dardi, M. Fanfani e R. Tesi, Firenze, Le Lettere, 2001, pp. 313-363. ISBN 88-7166-598-8.
- Per la storia del termine barbarismo, in «Lingua nostra», LXI, 2000, pp. 1-25. ISSN 0024-3868.
- La sintassi del monologo esteriore nel Male oscuro di Giuseppe Berto, in Lingua d’autore. Letture linguistiche di prosatori contemporanei, a cura di F. Gatta e R. Tesi, Roma, Carocci, 2000, pp. 47-62. ISBN 88-430-1719-5.
- Sulle prime attestazioni di mito, in «Lingua nostra», LX, 1999, pp. 10-16. ISSN 0024-3868.
- Linguaggio politico e propaganda radiofonica: l’italiano di Radio Londra, in Gli italiani trasmessi. La radio, Atti del convegno, Firenze, Villa Medicea di Castello, 13-14 maggio 1994, Firenze, Accademia della Crusca, 1997, pp. 69-106. [Opac: manca ISBN].
- Generazione perduta, in «Lingua nostra», LVII, 1996, pp. 20-25. ISSN 0024-3868.
- Resistenza e termini affini nel lessico politico degli anni 1943-45 e del dopoguerra, in «Lingua nostra», LV, 1994, pp. 48-76. ISSN 0024-3868.
- Da Epitteto a La Rochefoucauld. Un’interpretazione della lingua e dello stile dei Pensieri di G. Leopardi, in Lingua e stile di G. Leopardi, Atti dell’VIII Convegno internazionale di Studi leopardiani, Recanati 30 settembre-5 ottobre 1991, Firenze, Olschki, 1994, pp. 433-457. ISBN 88-222-4223-8.
- Osservazioni sul lessico della memoria: ricordo e termini affini in Leopardi e nell’italiano letterario del primo Ottocento, in «Studi italiani», VI, 1994, pp. 83-93. ISSN 1121-0621.
- Il termine catarsi nelle lingue europee moderne, in «Lingua nostra», LIV, 1994, pp. 33-53. ISSN 0024-3868.
- Preistoria di protagonista, in «Lingua nostra», LV, 1994, pp. 1-10. ISSN 0024-3868.
- Nuove proposte per partigiano, in «Lingua nostra», LIV, 1993, pp. 73-84. ISSN 0024-3868.
- Interferenze della pronuncia e della traslitterazione del greco sui vocabolari specialistici delle lingue moderne, in «Quaderni del Dipartimento di linguistica» dell’Università di Firenze, VI, 1993, pp. 193-210. ISSN 1122-0619; poi, col titolo La nuova ‘forma europea’ dei grecismi moderni, in Id., Dal greco all’italiano. Studi sugli europeismi lessicali d’origine greca dal Rinascimento ad oggi, Firenze, Le Lettere, 1994, pp. 275-301.
- Diascheuaste, in «Lingua nostra», LIV, 1993, pp. 10-12. ISSN 0024-3868; poi col titolo Un grecismo leopardiano, in Id., Dal greco all’italiano. Studi sugli europeismi lessicali d’origine greca dal Rinascimento ad oggi, Firenze, Le Lettere, 1994, pp. 257-266.
- Su cataclisma (e le oscillazioni del tipo cataclismo/-a), in «Lingua nostra», LIV, 1993, pp. 97-108. ISSN 0024-3868.
- Crestomatia, in «Lingua nostra», LIV, 1993, pp. 108-109. ISSN 0024-3868; poi, come postilla, a Due vicende del lessico intellettuale europeo: antologia e crestomazia, in Id., Dal greco all’italiano. Studi sugli europeismi lessicali d’origine greca dal Rinascimento ad oggi, Firenze, Le Lettere, 1994, pp. 223-226.
- Catastrofe: fortuna rinascimentale e percorsi moderni di un europeismo, in «Lingua nostra», (I), LIII, 1992, pp. 45-59; (IIa), Ivi, pp. 97-106; (IIb), LIV, 1993, pp. 3-10. ISSN 0024-3868.
- Due vicende del lessico intellettuale europeo: antologia e crestomazia, in «Lingua nostra», LII, 1991, pp. 33-44. ISSN 0024-3868.
- Pluralità di stili e sintassi del periodo nelle Operette morali di Giacomo Leopardi, in «Lingua nostra», (I), L, 1989, pp. 33-56; (II), Ivi, pp. 117-20; (III), LI, 1990, pp. 9-13; (IV), Ivi, pp. 41-47. ISSN 0024-3868; ora, riscritto e aggiornato con numerose integrazioni bibliografiche, in Id., Un’immensa molteplicità di lingue e stili. Studi sulla fine dell’italiano letterario della tradizione, Firenze, Cesati, 2009, pp. 15-84.

| Controllo di autorità | VIAF (EN) 24905744 · ISNI (EN) 0000 0001 0880 4431 · SBN MILV134145 · LCCN (EN) nr96016647 · GND (DE) 132623250 · BNF (FR) cb15503237b (data) · J9U (EN, HE) 987007424602005171 · CONOR.SI (SL) 88835427 |